# حركة اليسار الديمقراطي
حركة اليسار الديمقراطي، هي حركة سياسية لبنانية أسست في سبتمبر 2004. تأسست على يد مجموعة من يساريين كانوا ينتمون إلى الحزب الشيوعي اللبناني، إضافة إلى بعض الناشطين المستقلين. ومن أبرز المؤسسين لها قائد عمليات جبهة المقاومة الوطنية اللبنانية إلياس عطا الله، والرئيس السابق للمجلس الوطني للحزب الشيوعي نديم عبد الصمد، والصحفي سمير قصير. اِنتُخِب نديم عبد الصمد سنة 2004 كرئيس للهيئة الوطنية للحركة، واِنتُخِب عطا الله كأمين سر للحركة وكرئيس لمكتبها التنفيذي. فازت الحركة بمقعد واحد في الانتخابات النيابية عام 2005: وهو المقعد الماروني في دائرة طرابلس؛ وشَغَل إلياس عطا الله أول مقعد برلماني لها. شاركت الحركة في ثورة الأرز التي بلغت ذروتها في 14 مارس 2005 عندما اجتمع أكثر من مليون متظاهر؛ وهي موجة من المظاهرات ضد الوصاية السورية على لبنان، وتدعو إلى تصحيح العلاقات غير المتوازنة مع سوريا. وتعتبر الحركة الآن جزء من تحالف 14 آذار. في 2 يونيو 2005 اغتيل سمير قصير -أحد مؤسسي الحركة- في تفجير سيارة أثناء جولات الانتخابات. وبعد أقل من شهر قُتل جورج حاوي -الأمين العام السابق للحزب الشيوعي اللبناني وحليف لليسار الديمقراطي- في تفجير سيارة مفخخة مماثل في بيروت.
انتخبت الحركة في مؤتمرها الثاني عام 2007 حكمت العيد رئيسًا للهيئة الوطنية، وجددت لعطا الله منصبهُ كأمين سر للحركة وكرئيس لمكتبها التنفيذي.
في الانتخابات النيابية عام 2009، فازت الحركة بمقعد واحد: الذي شغلهُ أمين وهبي في دائرة البقاع الغربي - راشيا عن الشيعة.

## التاريخ

### الخلفية والتأسيس
في أواخر التسعينيات، كان هناك أعداد متزايدة من المفكرين (سمير قصير، زياد ماجد، إلياس خوري) وشبكة من المجموعات الطلابية المستقلة («جماعات يسارية مستقلة») التي كانت تدافع من أجل الديمقراطية، الحريات الفردية، السياسات العلمانية والاقتصادية والوسط-اليساري. من جهة أخرى، تزايدت أعداد أعضاء الحزب الشيوعي اللبناني غير الراضين عن وضع حزبهم: ارتفاع الأصولية الإسلامية، سقوط الاتحاد السوفيتي، وفشل الحزب الشيوعي اللبناني في تبني المزيد من البرامج الديمقراطية الاشتراكية في فترة التراجع السياسي للحزب. هذا إلى جانب الهيمنة السورية المتصورة على قياداته، مما أدى لتزايد الإحباط بين الشيوعيين ضد القيادات العليا في الحزب.
في 13 سبتمبر 2000، كتبت جماعة تطلق على نفسها «قوى الإصلاح والديمقراطية في الحزب الشيوعي اللبناني» رسالة مفتوحة تطالب باستقالة قيادة الحزب. بقيادة إلياس عطا الله، اتهم المعارضون قادة الحزب الشيوعي اللبناني بالخضوع لسوريا ودعوا إلى إضفاء الطابع الديمقراطي الكامل على الحزب والتخلي عن الخط الستاليني. تم طرد عطا الله من الحزب في 26 سبتمبر من ذلك العام.
شكل هؤلاء النشطاء الذين انشقوا عن الحزب الشيوعي اللبناني جنبًا إلى جنب مع المجموعات الطلابية اليسارية والمثقفين الذين ليس لهم أي انتماء مسبق إلى الحزب الشيوعي اللبناني، حركة اليسار الديمقراطي. ظهرت «هيئة تأسيسية مؤقتة» مبدئية للحركة، أصدرت بيانات تنتقد التدخل السوري في لبنان وتدعو إلى ميلاد يسار جديد. في سبتمبر 2004، تم تأسيس حركة اليسار الديمقراطي رسميًا.
في 17 أكتوبر، في احتفال بذكرى تأسيسها حضرته شخصيات من مختلف الأطياف السياسية، أعلن إلياس عطا الله أن الحركة تأسست على ثلاثة مبادئ: «أولاً، نحن خطباء التغيير الاجتماعي والثقافي الحقيقي على أسس الديمقراطية والاستقلال الوطني والمصالحة مع الأمة العربية والقومية العربية، ثانياً: نحن الدعاة للنهضة الثقافية والإيديولوجية من أجل العلمانية والإصلاحات السياسية والدينية في الشرق العربي... ثالثاً: نؤمن بالكفاح من أجل الحرية وضد الطغيان والقمع».
بعد فترة وجيزة من تأسيسها، شكلت حركة اليسار الديموقراطي، ولقاء قرنة شهوان، وحركة التجدد الديمقراطي، والتجمع الديمقراطي «معارضة متعددة الأحزاب» لمعارضة التعديل الدستوري الذي مدد ولاية الرئيس إميل لحود الرئاسية. ناشد الائتلاف غير الرسمي، الذي سعى للدفاع عن الدستور والجمهورية، إجراء انتخابات حرة على أساس قانون انتخابي عادل، والحد من الفساد، وتعزيز قضاء مستقل، وإصلاح الإدارة العامة. كان منقسمًا حول الوجود العسكري السوري في البلاد وعلى استخدام الأسلحة لحل نزاع مزارع شبعا. في وقت لاحق، في كانون الأول (ديسمبر) 2004 ومرة أخرى في شباط (فبراير) 2005، كانت الحركة من بين مجموعة من أحزاب المعارضة تجمع في فندق لو بريستول في بيروت وتطالب «بسحب كامل» للقوات السورية.

### ثورة الأرز
شاركت حركة اليسار الديمقراطي بنشاط في ثورة الأرز عام 2005 التي عرَّفت عن نفسها آنذاك بانتفاضة الاستقلال، وهي الثورة الملونة المزعومة التي احتشد فيها مئات الآلاف ضد الوصاية السورية على لبنان ومؤيديه في الحكومة اللبنانية. باعتباره العنصر اليساري الوحيد غير الطائفي في المظاهرات، أثبتت حركة اليسار الديموقراطي أهمية للعلاقات العامة للمعارضة. بعد استقالة رئيس الوزراء الموالي لسوريا عمر كرامي في موجة من المظاهرات، نُقل عن إلياس عطا الله، زعيم حركة اليسار الديمقراطي، قوله: «اليوم، سقطت الحكومة. غداً، تلك التي تتجمع في عنجر»، في إشارة إلى رئيس المخابرات السورية الذي يتخذ تلك البلدة مقرًا لهم. نسبت صحيفة نيويورك تايمز إلى سمير قصير -مؤسس الحركة- أنه هو من نظّم الاحتجاجات. في 14 مارس 2005، خاطب عطا الله المتظاهرين، مبينًا الحاجة إلى لبنان حر وذو سيادة وموحد. دعت حركة اليسار الديمقراطي المتظاهرين إلى الضغط على قصر بعبدا -مقر إقامة الرئيس- على أمل استخدام الزخم لإجبار إميل لحود على الاستقالة. إلا أن مقاومة البطريرك الماروني نصر الله صفير حالت دون ذلك، مما أسفر عن تداعيات مؤقتة بين حركة اليسار الديمقراطي والمعارضة.
لا تزال الحركة تنتقد التدخل السوري المتصوَّر في لبنان، مشيرةً إلى مشاركتها في الكتلة البرلمانية لتحالف 14 آذار باعتبارها «تدافع عن استقلال لبنان ضد هجمات الحكومة السورية وضد حزب الله ومحاولات حلفائه لفرض آرائهم وخياراتهم». وهي تدرج «تحقيق الاستقلال الكامل للبلد» كهدف سياسي.

سمير قصير - مؤسس حركة اليسار الديموقراطي وقائدها.

### اغتيالا قصير وحاوي
في 2 يونيو 2005، اغتيل سمير قصير -مؤسس الحركة وزعيمها- وهو صحفي لبناني بارز، وناقد صريح لسوريا في تفجير سيارة. سار نشطاء حركة اليسار الديموقراطي إلى القصر الرئاسي في ضاحية بعبدا في بيروت لوضع إكليل من الزهور يمثل وفاة بالذنب لكسر. أوضح إلياس عطا الله -رئيس الحركة- أن إكليل الزهور «سيلقي باللوم على رئيس الأجهزة الأمنية السورية-اللبنانية المشتركة». أدان إميل لحود -حينها الرئيس- عملية القتل وقال للصحفيين «ضميري مرتاح». بعد وفاة قصير، ارتفعت العضوية في حركة اليسار الديموقراطي إلى بضعة آلاف.
بعد أقل من شهر، في 21 يونيو 2005، قُتل جورج حاوي -الأمين العام السابق للحزب الشيوعي اللبناني- في انفجار سيارة مفخخة في بيروت. حاوي، الناقد الصريح لسوريا في السنوات الأخيرة، قام بحملة نشطة لترشيح زعيم حركة اليسار الديموقراطي إلياس عطا الله في انتخابات لبنان 2005. ألقى عطا الله وحلفاء آخرون من حاوي باللائمة في الهجوم على القوات الموالية لسوريا في جهاز الأمن اللبناني. في مقابلة على موقع NOW Lebanon، أوضح نائب رئيس حركة اليسار الديموقراطي السابق زياد ماجد، «الشهيد جورج حاوي، أحد القادة اليساريّين الذي حاول أن يضمّ الحزب الشيوعي، أو على الأقلّ جزءاً منه، إلى الجهود التي بذلناها يومها (أي حركة اليسار الديموقراطي)»
في صحيفة المستقبل، دعا إلياس عطا الله إلى توسيع التحقيقات المزمعة في اغتيال رفيق الحريري لتشمل تفجيري القصير وحاوي. وطالب باستقالة لحود، قائلاً إن الرئيس «غير قادر على حماية الشخصيات القيادية في لبنان».

## الهيكل والتكوين
تعمل حركة اليسار الديمقراطي في إطار لا مركزي يتم فيه تشجيع الحركات الداخلية وتمثيلها في هيئة وطنية. تنتخب الدائرة الانتخابية للحزب جمعية وطنية، وهي الهيئة الرئيسية لصنع القرار، من خلال التمثيل النسبي، حيث تشكل كل حركة داخلية قائمة. تتألف من 51 إلى 101 عضوًا، يتم تحديده حسب حجم الدائرة الانتخابية، وتحافظ على الأولويات السياسية والتحالفات والخطابات، وتنتخب لجنة تنفيذية من 9 إلى 15 عضوًا للأنشطة التنظيمية اليومية. وتشمل الهيئات التنظيمية الأخرى اللجنة القانونية واللجنة المالية، وتجري الانتخابات الداخلية كل ثلاث سنوات.
في أكتوبر 2004، انتخبت جمعية تأسيسية مؤلفة من 77 عضوًا لجنة تنفيذية مؤلفة من 15 عضوًا في الدورة الأولى للانتخابات الداخلية للحركة. ومن بين هؤلاء المنتخبين إلياس عطا الله كأمينٍ عام وزعيم، ونديم عبد الصمد كرئيس، وحكمت عيد وآنجو ريحان وزياد ماجد وزياد صعب كأعضاء. في أبريل 2007، حدثت انتخابات داخلية أخرى. تنافست قائمتان، أحدهما مدعوم من عطا الله ويمثل خطاب القيادة والآخر كتلة شبابية واحدة اسمها إلزم اليسار. في حين تم إعادة انتخاب عطا الله، حصلت إلزم اليسار على 30 ٪ من أصوات الأعضاء في لبنان و58 ٪ من أصوات الأعضاء في الخارج في استطلاع على الإنترنت، مما يتيح انتخاب القائمة بأكملها. اختار زياد ماجد -نائب رئيس حركة اليسار الديموقراطي سابقًا-، وإلياس خوري -أحد الأعضاء البارزين والمؤسسين- عدم المشاركة لأسباب شخصية وسياسية.
يقع مقرها الرئيسي في العاصمة اللبنانية بيروت، ويسمح للفروع في أي منطقة من لبنان أو في الخارج. جمعيات المقاطعات والأقاليم مستقلة إلى حد كبير. الأعضاء الشباب يشكلون جزءًا كبيرًا من الحركة؛ صرح إلياس عطا الله أن نصف أعضاء الحزب كانوا 26 أو أقل.
انعقدت الجمعية العامة التي تم تحديدها لعام 2010، في ديسمبر 2011، وشهدت ظهور قيادة جديدة. تم انتخاب وليد فخر الدين كأمين عام جديد وتم تشكيل المكتب التنفيذي بشكل أساسي من جيل جديد من القادة. ومع ذلك، قاطع العديد من الأعضاء هذه الجمعية العامة الذين رفضوا انتخاب جمعية فقط وكانوا يصرون على وجود جمعية عامة تناقش الاتجاه الذي ينبغي أن تتخذه الحركة. شكل بعض الأعضاء الذين قاطعوا تيارًا داخل الحركة، يُطلق عليهم التيار الديمقراطي في حركة اليسار الديمقراطي. تجدر الإشارة إلى أن اللوائح الداخلية لحركة اليسار الديمقراطي تسمح للتيارات والفصائل الداخلية بالعمل بحُريَّة.

## مواقف سياسية

### الأيديولوجية
تدعم حركة اليسار الديمقراطي ديمقراطية اجتماعية (ديمقراطية اشتراكية) على النمط الأوروبي لتعزيز المساواة وسد الفجوة بين الأغنياء والفقراء دون التدخل في الحرية الشخصية أو الإنتاجية الاقتصادية. في مقابلة نشرت على موقع NOW Lebanon، صنف نائب رئيس حركة اليسار الديمقراطي السابق زياد ماجد الحركة على أنها يسارًا وسطيًا في الجانب الاقتصادي. ومع ذلك، ذكر إن الحزب تبنى نموذجًا لامركزيًا عند تأسيسه لتمكين التعايش بين الآراء المتباينة التي يتم فيها تشجيع الحركات الداخلية؛ حيث قال عن الإتفاق الذي قاموا به عند تأسيس الحركة هو:" اعتماد نموذج يسمح باختلاف وجهات النظر وبتشكيل تيارات يمكن تمثيلها في الهيئات الوطنية المُنتخبة حيث يتمّ اتخاذ القرارات. يحدد بيانها السياسي الحركة بأنها "تتجاوز وحدانية الفكر" ومفتوحة لليساريين من جميع الطوائف. هذا التركيز على التعددية يميز حركة الديمقراطية الليبرالية عن الجماعات اليسارية الأخرى في لبنان.

### سياسة محلية
حركة اليسار الديمقراطي هي أحد الأحزاب القليلة التي تقترح علمنة الدولة اللبنانية. ويشمل ذلك إلغاء الاستيلاء الطائفي على الوظائف العامة، واستبدال النظام البرلماني المذهبي بنظام تمثيلي، والسماح بتنفيذ الزواج المدني على الأراضي اللبنانية. وصفت مجلة ذي إيكونوميست الحزب بأنه «العنصر الأكثر علمانية» في تحالف 14 آذار.
تناشد حركة اليسار الديموقراطي الإصلاح الإداري في القطاع العام من خلال قانون اللامركزية الإدارية؛ التي يمكن أن تعزّز السلطات البلدية وتضعف المحسوبية والزبائنية، ووضع خطة التحديث والميكنة. إنها تدافع عن حقوق الإنسان وتدعو إلى احترام الحريات العامة وسيادة القانون. المدرجة ضمن برنامجها هو دعم المهمشين والتخلي عن خصوصية الانقسام. كما تدعم الحركة حظر التمييز ضد ذوي الإعاقة.

### السياسة الخارجية
فيما يتعلق بالسياسة الخارجية، فإن منصة حركة اليسار الديمقراطي أكثر توحدًا. تدعو الحركة إلى مجتمع عربي متنوع وموحد ديمقراطي يعارض التدخل الأجنبي في السياسة اللبنانية ويدعم تصحيح العلاقات غير المتوازنة مع سوريا. ودعت الحركة في نزاع مزارع شبعا إلى حل هوية المنطقة من خلال الطرق الدبلوماسية. إذا كانت المزارع مصممة على اللبنانيين، فيجب أن يأذن مجلس الوزراء «بتحريرهم» إما دبلوماسيًا أو عسكريًا ولكن الحل يكون من خلال مؤسسات الدولة وحدها؛ للسماح للدولة بالقيام بدورها هناك. وناشدت حركة اليسار الديموقراطي بإنشاء إستراتيجية دفاع إقليمية تحمي السيادة اللبنانية فيما يتعلق بالنزاع العربي الإسرائيلي الأوسع نطاقًا، بينما تعزز مصالح المنطقة. وعارضت الحركة التدخل الأمريكي في العراق وفي أماكن أخرى، ورفضت الحركة الحكومات الاستبدادية مثل البعث، ودافعت عن الديمقراطية في سوريا، وخاصة حزب الشعب الديمقراطي السوري، ورفضت كل ما يرتبط بمعارضته للديمقراطية.

## النتائج الانتخابية
حصلت حركة اليسار الديمقراطي على مقعد واحد في الانتخابات التشريعية التي أُجريت في شهري مايو ويونيو عام 2005، لتصبح أول حزب سياسي يساري يتم تمثيله في مجلس النواب اللبناني. يمثل إلياس عطا الله -الذي يحتل المقعد الماروني في طرابلس- المنطقة كجزء من تحالف 14 آذار، وهو تحالف سياسي موالي للغرب وذو أغلبية برلمانية. حصل عطا الله على 89,890 صوتًا لهزيمة منافسه فايز وجيه كرم الذي حصل بالمقابل على 14,482 صوتًا.
ولم يستطع عطا الله إعادة انتخابهِ في انتخابات 2009، لأن تحالف 14 آذار اختار سامر سعادة -مرشح حزب الكتائب- لخوض قائمة الائتلاف في منطقة طرابلس. في هذه الأثناء، فاز أمين وهبي - وهو مرشح آخر لحركة اليسار الديمقراطي- بمقعد برلماني شيعي في البقاع الغربي ضمن قائمة تحالف 14 آذار. بحصوله على 34,424 صوتًا -53٪ من الأصوات- التي هزم وهبي بها ناصر نصر الله من حركة أمل الذي حصل على 25,457 صوتًا.
ومع ذلك، فإن تأثير حركة اليسار الديمقراطي لا ينبع من نجاحاتها الانتخابية المحدودة بل من «توضيح المواقف المناهضة لسوريا من منظور يساري».

## وصلات خارجية
- حركة اليسار الديمقراطي نسخة محفوظة 7 فبراير 2008 على موقع واي باك مشين.